# Raigachhi
Raigachhi là một thị trấn thống kê (census town) của quận North Twentyfour Parganas thuộc bang Tây Bengal, Ấn Độ.

## Nhân khẩu
Theo điều tra dân số năm 2001 của Ấn Độ, Raigachhi có dân số 6728 người. Phái nam chiếm 51% tổng số dân và phái nữ chiếm 49%. Raigachhi có tỷ lệ 55% biết đọc biết viết, thấp hơn tỷ lệ trung bình toàn quốc là 59,5%: tỷ lệ cho phái nam là 58%, và tỷ lệ cho phái nữ là 52%. Tại Raigachhi, 16% dân số nhỏ hơn 6 tuổi.